# Distrito de Turpay
El Distrito de Turpay es uno de los catorce distritos de la Provincia de Grau  ubicada en el departamento de Apurímac, bajo la administración del Gobierno regional de Apurímac, en el sur del Perú.
Desde el punto de vista jerárquico de la Iglesia católica forma parte de la Diócesis de Abancay la cual, a su vez, pertenece a la Arquidiócesis de Cusco.

## Historia
El distrito fue creado mediante Ley n.º 12962 del 28 de febrero de 1958, en el segundo gobierno de Manuel Prado Ugarteche.

## Geografía
La ciudad de Turpay se encuentra ubicada en los Andes Centrales.

## Autoridades

### Municipales
- 2011-2014:[3]
  - Alcalde: Cira Román de Choque, Movimiento  Popular Kallpa.
  - Regidores: Manuel Gonzales García (Kallpa), Noemí Huarcaya Mitma (Kallpa), Pedro Fredy Pérez Quispe (Kallpa), Rosa Luz Paucar Buendia (Kallpa), Marlene Tomasa Huanaco Quispe (Poder Popular Andino).
- 2007-2010
  - Alcalde: Simón Camposano Quispe.
  - Alcalde: Aniceto Quispe Buendía periodo (2019-2022)

## Festividades
- Virgen de la Asunción.